# Ghyslain Raza
Ghyslain Raza (* 1988) je žák střední školy v Trois-Rivières, Québec, který se stal od května 2003 celosvětově známým pod přezdívkou Star Wars kid (Kluk ze Star Wars). Popularitu mu přinesla amatérská videonahrávka z roku 2002, na níž se nepříliš zdařile pokouší ztvárnit svou oblíbenou postavu z Hvězdných válek, Dartha Maula. Jeho spolužáci ji nalezli a v roce 2003 vyvěsili na internet pod jménem Jackass_starwars_funny.wmv v domnění, že to bude jen takový malý kanadský žertík. Výsledek ovšem předčil veškerá jejich očekávání.
Během následujících dvou týdnů zaznamenal server několik miliónů stažení této nahrávky a byly k ní přidávány různé zvukové a světelné efekty. Časem vznikly různě upravené a sestřihané nahrávky využívající zároveň scény z filmů jako Pán prstenů, Matrix Reloaded, Kill Bill a jiné. V roce 2008 byl Raza parodován v seriálu South Park v epizodě Canada on Strike.
Když se chlapec dověděl o své nečekané popularitě, utrpěl těžký psychický otřes a musel se podrobit dlouhodobému léčení. Nahrávka totiž opravdu nebyla zrovna povedená a velmi okatě demonstrovala jeho nadváhu a neohrabanost, což navíc řada diváků z internetového světa neváhala ventilovat na svých stránkách a blozích. O popularitě SWk svědčí i fakt, že internetová petice požadující, aby Ghyslain Raza obdržel cameo roli ve třetím dílu SW, shromáždila přes 178 000 podpisů. George Lucas tuto možnost nepopřel, ale nakonec ho neobsadil.
Vzhledem ke svým důsledkům je zveřejnění této nahrávky často udáváno jako první celosvětově známý příklad kyberšikany se závažnými důsledky. Zveřejnění mělo i soudní dohru, když chlapcova rodina zažalovala rodiny čtyř jeho spolužáků o sumu čtvrt miliónu kanadských dolarů. Soudní proces se nakonec týkal pouze tří z nich a skončil mimosoudním vyrovnáním.
Americký zpěvák a komik Weird Al Yankovic ve svém videu White & Nerdy z roku 2006 v jedné scéně video Star Wars kid paroduje, stejně jako spoustu dalších známých a rozšířených věcí.